# Avahi meridionalis
Avahi meridionalis — вид приматів з родини індрієвих (Indriidae).

## Зовнішній вигляд
Досягає довжини тіла від 25 до 27 сантиметрів, хвіст від 30 до 37 сантиметрів. Вага становить 1,1—1,2 кг. Шерсть густа і пухнаста, як в усіх Avahi, сіро-бура по голові й по спині, груди та живіт світло-сірі. Довгий, пухнастий хвіст червонувато-коричневий. Голова кругла, обличчя покрите коротким волоссям, очі великі, однак, вуха малі й частково приховані в хутрі.

## Поширення
Цей вид зустрічається у вологих лісах південно-східної Мадагаскар. Житель низовини тропічного лісу і мокрого прибережного лісу.

## Звички
Нічний і деревний вид. Їх раціон складається в основному з листя, часто вони також їдять бруньки й квіти. Як і всі Avahi вони мабуть живуть моногамними сім'ями.

## Загрози та охорона
Цей вид знаходиться під загрозою втрати і деградації середовища проживання від поточних мінливих методів ведення сільського господарства. Цей вид відомий відбуватися в Національному парку Андогагела, в Приватний заповіднику Сент-Люс, і в Охоронній зоні Мандена.